# Max Wolf

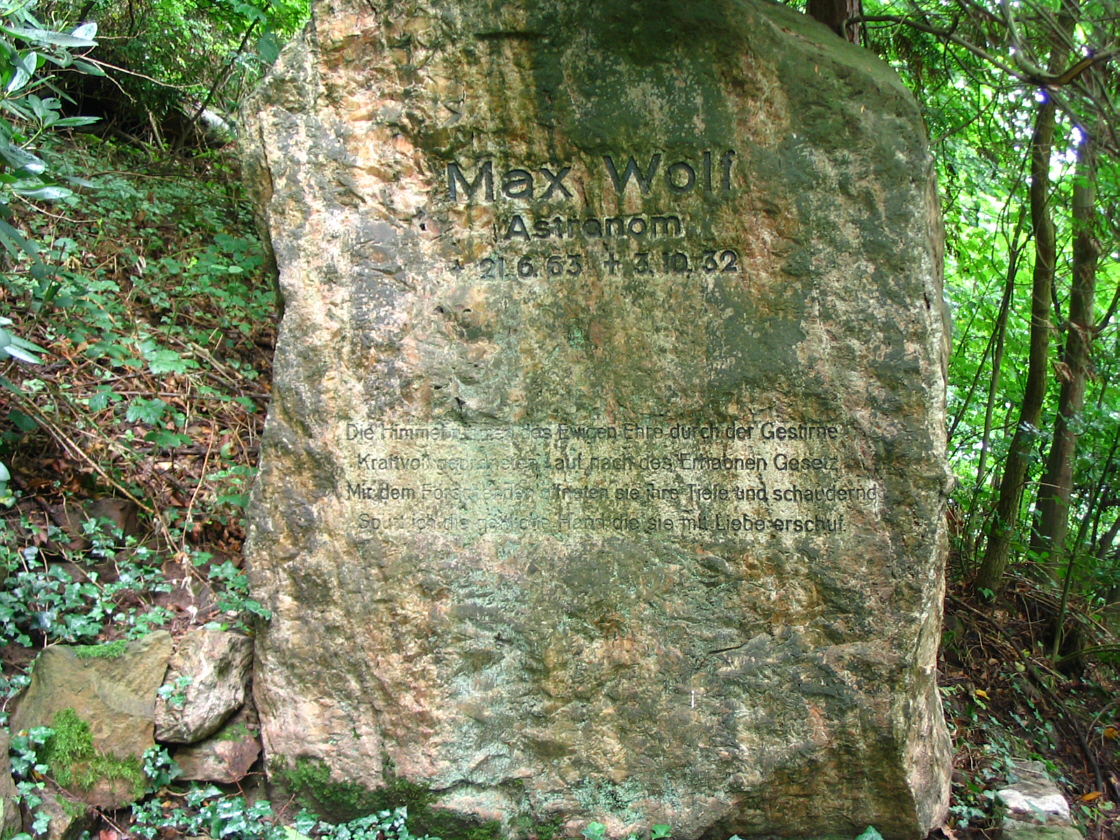
Hrob Maxe Wolfa

Maximilian Franz Joseph Cornelius Wolf (21. června 1863, Heidelberg – 3. října 1932) byl německý astronom a průkopník na poli astrofotografie. Vyučoval astronomii na Univerzitě v Heidelbergu a byl ředitelem observatoře Landessternwarte Heidelberg-Königstuhl mezi lety 1902 až 1932.

## Mládí
Max Wolf se narodil v Heidelbergu jako syn populárního lékaře Dr. Franze Wolfa. Jeho otec podporoval Maxův zájem o vědu a na zahradě svého domu pro něho postavil malou observatoř, kde mladý Wolf objevil v roce 1884 svoji první kometu nazvanou na počest objevitele 14P/Wolf.

## Život na univerzitě
Wolf navštěvoval světově známou univerzitu ve svém rodném městě, kde v roce 1888 ve věku 25 let získal titul Ph.D. Následně strávil jeden rok na postgraduálním studiu ve švédském Stockholmu, jediný významnější čas, který strávil mimo Heidelberg. V roce 1890 se vrátil zpět do Heidelbergu, kde přijal na univerzitě pozici privátního docenta, kde vedl populární přednášky o astronomii. Během této doby odmítl několik nabídek z jiných institucí. V roce 1902 se stal předsedou a ředitelem nově vzniklé observatoře Landessternwarte Heidelberg-Königstuhl, v této funkci setrval až do své smrti v roce 1932.
V roce 1910 nabídl Karlu Zeissovi a jeho firmě návrh na nový výrobek, planetárium. Začátek I. světové války výrobu zastavil, ale po válce se Karl Zeiss k nápadu opět vrátil a 21. října 1923 se konala první veřejná projekce v Německém muzeu v Mnichově.
Během své návštěvy USA se začal zajímat o tehdy nový obor v podobě astrofotografie, což ho přivedlo k setkání s E. E. Barnardem. Jejich setkání vyústilo v dlouholetou korespondenci, spolupráci a přátelství. Smrt jeho přítele v roce 1923 Wolfa silně zasáhla a vedla k sepsání dlouhého nekrologu.

## Sklonek života a smrt
Univerzita pod Wolfovým vedením se stala známým a významným centrem astronomie. Sám Wolf i nadále pokračoval ve výzkumu a publikování vědeckých prací z mnoha oblastí astronomie až do konce svého života. Zemřel v Heidelbergu 3. října 1932 ve věku 69 let, zanechal po sobě vdovu a tři syny.

## Objevy

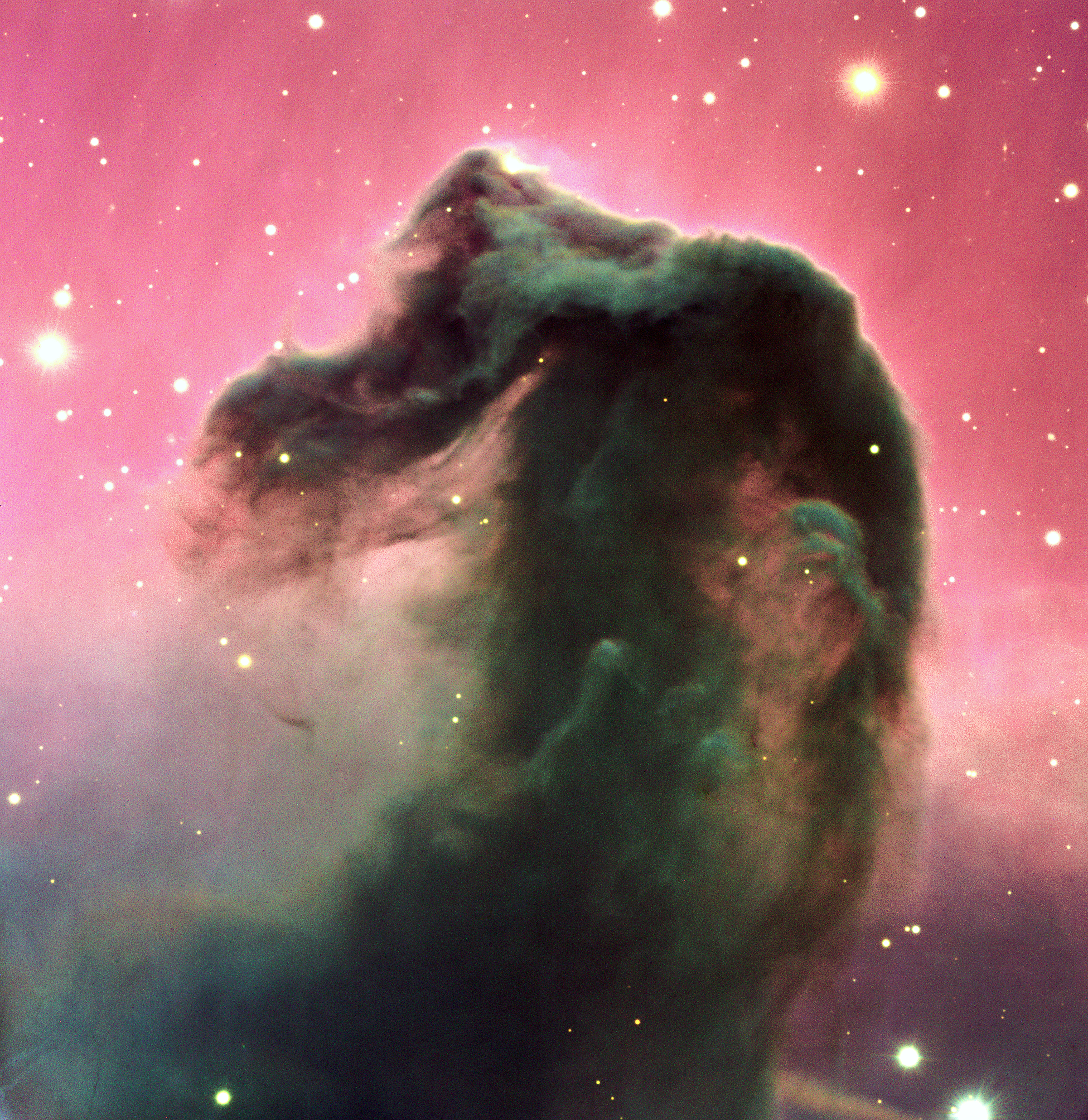
Temná mlhovina koňská hlava; autor: ESO

### Komety a novy
Wolf začal svoji kariéru jako lovec komet a tímto oborem se zaobíral po celý svůj život. Objevil či se podílel na objevení několika komet včetně komet 14P/Wolf a 43P/Wolf-Harrington. Vyhrál sázku se svým přítelem Barnardem o to, kdo bude pozorovat první návrat Halleyovy komety v dubnu roku 1910.
Objevil či se podílel na objevení čtyř supernov, a to SN 1895A (neboli VW Vir), 1909A (neboli SS UMa), 1920A, a 1926A (společně s Reinmuthem).

### Temná mlhovina
Dalším z jeho přínosů bylo na poli pozorování temných mlhovin, které byly již od dob Williama Herschela pro astronomy záhadou. V některých částech oblohy se nachází jen černé pozadí, ve kterém zcela chybí hvězdy. Pečlivým pozorováním a fotografováním oblastí společně s Barnardem dokázali, že se jedná o oblasti neprůhledných prachových mračen.